# سیارک ۳۳۶۸
سیارک ۳۳۶۸ (به انگلیسی: 3368 Duncombe، نامگذاری:1985QT) سه هزار و سیصد و شصت و هشتمین سیارک کشف شده‌است که در ۲۲ اوت ۱۹۸۵ کشف شد.
قدر مطلق سیارک برابر ۱۱٫۳۰ است.